# Matrimonio igualitario en Colima
El matrimonio entre personas del mismo sexo es legal en Colima desde el 12 de junio de 2016. El 25 de mayo de 2016, un proyecto de ley para legalizar el matrimonio entre personas del mismo sexo fue aprobado por el Congreso de Colima y se publicó como ley en el diario oficial del estado el 11 de junio, entrando en vigor al día siguiente. Colima había reconocido previamente las uniones civiles entre personas del mismo sexo, pero este trato "separado pero igualitario" de otorgar uniones civiles a parejas del mismo sexo y matrimonio a parejas del sexo opuesto fue declarado discriminatorio por la Suprema Corte de Justicia de la Nación en junio de 2015. El Congreso aprobó un proyecto de ley sobre unión civil en 2013, pero lo derogó en 2016, poco antes de la legalización del matrimonio entre personas del mismo sexo.

## Uniones civiles
El 4 de julio de 2013, el Congreso de Colima aprobó una reforma al artículo 147 de la Constitución del Estado para establecer uniones civiles entre personas del mismo sexo, denominado «enlace conyugal». En 30 días, siete de los diez municipios de Colima habían aprobado el cambio constitucional. Un grupo de ciudadanos presentó una demanda impugnando la reforma, argumentando que proporcionar únicamente uniones civiles a parejas del mismo sexo y matrimonio a parejas de sexos opuestos era discriminación por motivos de orientación sexual. El 18 de marzo de 2015, un juez de un tribunal de distrito declaró que "un trato separado pero igual es discriminatorio" e inconstitucional. La decisión también declaró que el artículo 201 del Código Civil, que definía los roles de género para hombres y mujeres, era discriminatorio y reiteró que la adopción abierta a parejas casadas heterosexuales también debe estar abierta a parejas del mismo sexo. Poco después del fallo, un grupo LGBT local anunció que ayudaría a cualquier pareja que se uniera en una unión civil a recibir una licencia de matrimonio. El estado apeló el fallo y el 17 de junio de 2015 la Suprema Corte de México acordó que las leyes de uniones "separadas pero iguales" violaban la Constitución de México. Posteriormente, el Estado anunció que derogaría el artículo 147 y aprobaría una ley sobre el matrimonio entre personas del mismo sexo.
El 5 de mayo de 2016, el Congreso derogó por unanimidad las disposiciones sobre unión civil. Todas las uniones realizadas antes de la derogación son reconocidas por el Estado y pueden convertirse en matrimonio previa solicitud.

## Matrimonio entre personas del mismo sexo

### Antecedentes
El 22 de enero de 2013, el registrador civil de Cuauhtémoc recibió una solicitud de licencia de matrimonio de una pareja del mismo sexo. Después de que un equipo de abogados revisó la petición, la alcaldesa Indira Vizcaíno Silva otorgó la primera licencia de matrimonio a una pareja del mismo sexo en Colima el 27 de febrero de 2013. El municipio realizó un segundo matrimonio entre personas del mismo sexo (y la primera unión lésbica) el 25 de marzo del mismo año. El 4 de abril de 2013 se celebró un tercer matrimonio entre personas del mismo sexo en Cuauhtémoc para una pareja de lesbianas, y el registrador anunció en ese momento que había entre 20 y 30 matrimonios adicionales programados en el calendario. Vizcaíno Silva dijo en marzo de 2013 que una encuesta local había demostrado que ocho de cada diez residentes apoyaban la decisión del municipio de expedir licencias de matrimonio a parejas del mismo sexo.
En junio de 2013, la jueza Rosa Lilia Vargas Valle del Segundo Juzgado de Distrito dictaminó que el Código Civil de Colima era inconstitucional al limitar el matrimonio a parejas del sexo opuesto.

### Prohibición constitucional
El 4 de julio de 2013, además de formalizar las uniones civiles, el Congreso estatal también aprobó una enmienda al artículo 147 de la Constitución de Colima que define el matrimonio como la "unión entre un hombre y una mujer", prohibiendo constitucionalmente el matrimonio entre personas del mismo sexo. El Congreso votó por unanimidad a favor de derogar el artículo 147 el 5 de mayo de 2016, poniendo fin a las uniones civiles y eliminando la prohibición del matrimonio entre personas del mismo sexo.

### Acción legislativa
Tras el fallo de la Suprema Corte de Justicia de la Nación el 17 de junio de 2015 de que un trato "separado pero igual" para parejas del mismo sexo es discriminatorio e inconstitucional, el Partido de la Revolución Democrática (PRD) presentó al Congreso un proyecto de ley sobre matrimonio entre personas del mismo sexo. La ley garantizaría que las parejas casadas del mismo sexo disfruten de los mismos derechos, beneficios y responsabilidades que las parejas casadas del sexo opuesto, incluidos beneficios fiscales, derechos de inmigración, derechos de propiedad, herencia, derechos de adopción, etc. La votación del proyecto fue agendada para mayo de 2016. El proyecto de ley fue aprobado el 25 de mayo de 2016 por unanimidad de 24 a 0.
| Partido político                     | Miembros | Sí | No | Abstención | Ausentes |
| ------------------------------------ | -------- | -- | -- | ---------- | -------- |
| Partido Acción Nacional              | 13       | 13 |    |            |          |
| Partido Revolucionario Institucional | 8        | 7  |    |            | 1        |
| Movimiento Ciudadano                 | 1        | 1  |    |            |          |
| Partido Nueva Alianza                | 1        | 1  |    |            |          |
| Partido del Trabajo                  | 1        | 1  |    |            |          |
| Partido Verde Ecologista de México   | 1        | 1  |    |            |          |
| Total                                | 25       | 24 |    |            | 1        |

Fue publicado en el Diario Oficial del estado el 11 de junio, tras la firma del gobernador José Ignacio Peralta, y entró en vigor al día siguiente.

## Estadísticas
La siguiente tabla muestra el número de matrimonios entre personas del mismo sexo realizados en Colima según lo reportado por el Instituto Nacional de Estadística y Geografía.
| Año  | Mismo sexo | Mismo sexo | Mismo sexo | Distinto sexo | Total | % mismo sexo |
| Año  | Femenino   | Masculino  | Total      | Distinto sexo | Total | % mismo sexo |
| ---- | ---------- | ---------- | ---------- | ------------- | ----- | ------------ |
| 2016 | 35         | 36         | 71         | 3325          | 3396  | 2.09%        |
| 2017 | 45         | 23         | 68         | 3078          | 3146  | 2.16%        |
| 2018 | 34         | 6          | 40         | 3050          | 3090  | 1.29%        |
| 2019 | 44         | 24         | 68         | 3273          | 3341  | 2.04%        |
| 2020 | 26         | 14         | 40         | 2468          | 2508  | 1.59%        |
| 2021 | 28         | 17         | 45         | 3216          | 3261  | 1.38%        |

## Opinión pública
Una encuesta de opinión de 2017 realizada por Gabinete de Comunicación Estratégica encontró que el 47% de los residentes de Colima apoyaban el matrimonio entre personas del mismo sexo; otro 47% se opuso.
Según una encuesta de 2018 del Instituto Nacional de Estadística y Geografía, el 39% del público colimense se oponía al matrimonio entre personas del mismo sexo.